# Segoro Tambak
Segoro Tambak is een bestuurslaag in het regentschap Sidoarjo van de provincie Oost-Java, Indonesië. Segoro Tambak telt 1737 inwoners (volkstelling 2010).